# Agalliopsis rex
Agalliopsis rex är en insektsart som beskrevs av Kramer 1960. Agalliopsis rex ingår i släktet Agalliopsis och familjen dvärgstritar. Inga underarter finns listade i Catalogue of Life.